# Watchmen
A Watchmen tizenkét részes képregénysorozat, melynek írója Alan Moore, rajzolója Dave Gibbons, színezője pedig John Higgins. A képregény a DC Comics kiadásában jelent meg 1986 és 1987 között, majd ezt követően a DC több alkalommal is újra kiadta a művet, gyűjteménykötetek formájában. A Watchmen Moore azon ötlete alapján született meg, hogy felhasználja a DC által újonnan megszerzett régi Charlton Comics-szereplőket egy új történetben. Mivel Moore tervezett története felhasználhatatlanná tette volna a szereplők nagy többségét a sorozat végét követően, Dick Giordano szerkesztő meggyőzte az írót, hogy alkosson újakat a történet számára.
Moore a kor szorongásait és a szuperhősökről kialakult hagyományos elképzelés pusztulását jelenítette meg történetében. A Watchmen cselekménye egy alternatív idősíkon játszódik, ahol az Egyesült Államokban a szuperhősök valóban jelen voltak az 1940-es és 1960-as évek között, és közülük többen még a vietnámi háborúban is részt vettek. Az 1980-as évek közepére az Egyesült Államok és a Szovjetunió a nukleáris háború szélére sodródik, az álarcos igazságtevőket a kormány törvényen kívülieknek nyilvánította, így azok vagy visszavonultak vagy a kormánynak dolgoznak. Az 1985-ben játszódó történet eseményeinek sorozatát egy rejtélyes gyilkosság indítja el, melynek áldozata egyike volt a kormány által támogatott álarcos igazságtevőknek. A gyilkosság hatására több visszavonult hős is kénytelen ismét magára ölteni régi egyenruháját, hogy kiderítsék az igazságot és egykori társuk halála mögött megbúvó rejtélyt.
A Watchmen történetének meghatározó eleme annak felépítése és szerkezete. Gibbons kilenc panelre osztott oldalszerkezetet használt, annak képein számos visszatérő elemmel, mint például a sorozat legjellegzetesebb szimbóluma, a véres smiley-arc. Az utolsó kivételével a sorozat mindegyik füzetének végén megtalálható egy fiktív dokumentációkból álló összeállítás, mely mélyebb betekintést enged a sorozat világába. A narrátor szerepét néha egy mellékszereplő veszi át, aki A Fekete Hajó meséi című, kitalált képregény történeteit olvassa. A Watchmen pozitív kritikai visszhangban részesült mind a képregényekkel foglalkozó, mind pedig a mainstream sajtó részéről, melynek révén a médium egyik legkiemelkedőbb és legelismertebb alkotásai közé tartozik. A képregény filmadaptációja számos sikertelen kísérlet és próbálkozás után végül Zack Snyder rendezésében készült el és került a filmszínházakba 2009 márciusában.

## A sorozat megszületése és háttere
1985-ben a DC Comics-nak sikerült megszereznie a Charlton Comics több szereplőjének tulajdonjogát. Ez időben Alan Moore olyan, használaton kívüli szereplőket keresett készülő történetéhez, melyeket fel tudott volna újítani, ahogyan azt Miracleman című sorozatában tette, az 1980-as évek elején. Moore úgy hitte, hogy esetlegesen az MJL Comics Mighty Crusaders szuperhős csapatának tagjai is rendelkezésére fognak állni, így felvetődött benne egy rejtélyes gyilkosság története, melyben a Shield holttestére egy kikötőben találtak volna rá. Az író úgy gondolta, hogy teljesen mindegy, hogy történetéhez milyen szereplőket használ fel, ha azokat az olvasó felismeri, és ennek hatására egyszerre megrázóan és meglepetésként hat rá a megismerés azok valódi sorsáról. Moore ezt az ötletét szerette volna megvalósítani a Charlton szereplők felhasználásával, a Who Killed the Peacemaker (’Ki ölte meg Peacemakert’) című történetben, melynek terveivel a DC szerkesztőjét, Dick Giordanót kereste meg. Giordanónak elnyerte a tetszését az ötlet, de azzal nem értett egyet, hogy Moore a Charlton-szereplőket használja fel a történetéhez. „A DC emberei rájöttek, hogy a drága pénzen megszerzett szereplőik vagy elhullanának, vagy használhatatlanná válnának.” – nyilatkozta Moore. Giordano ehelyett azt javasolta az író számára, hogy dolgozza át a történetet úgy, hogy abban teljesen új szereplők jelenhessenek meg. Moore először úgy vélte, hogy az új szereplők nem lennének képesek azonos hatást kiváltani az olvasókból, de később mégis meggondolta magát. „Felismertem, hogy ha elég gondosan kidolgozom a szereplőket úgy, hogy valamilyen módon ismerősen hassanak és bizonyos elemeik képesek legyenek az általános szuperhősökre vagy a hozzájuk való hasonlóságukra emlékeztetni, akkor működhet a dolog.” – mondta.

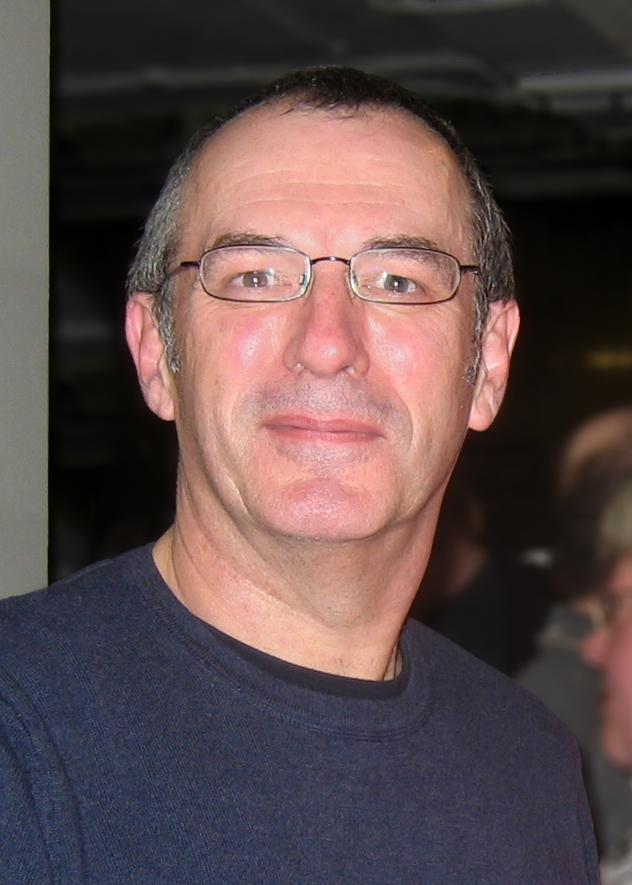
Dave Gibbons, a Watchmen rajzolója. Gibbons szabad kezet kapott a képregény tervezésben.

Dave Gibbons rajzoló, aki már korábban is dolgozott együtt Moore-ral, értesült az író készülő minisorozatáról. Gibbons nyilatkozata szerint, mivel szeretett volna részt venni a tervezetben, Moore elküldte neki a történetről készített jegyzeteit. Gibbons jelezte Giordanónak, hogy ő szeretné rajzolni Moore sorozatát. Giordano megkérdezte tőle, hogy Moore szeretné-e, hogy ő rajzolja azt, mire Gibbons igennel válaszolt és így meg is kapta a munkát. Gibbons azért választotta John Higgins-t a füzet színezőjének, mivel kedvelte annak „szokatlan” stílusát. Higgins közel lakott a rajzolóhoz, ami lehetőséget biztosított számukra, hogy megvitassák a képeket és hogy „legyen közöttük közvetlen kapcsolat is, és ne csak az óceánon keresztül küldözgessék egymásnak a rajzokat”. Len Wein szerkesztőként csatlakozott a sorozathoz, de ezzel egy időben Giordano is felügyelte a munkát. Wein és Giordano egyaránt a háttérben maradtak és „elálltak az útból”. Giordano később megjegyezte, hogy „Ki javítana bele Alan Moore munkájába, az Isten szerelmére?”
Miután megkapták a jóváhagyást a tervezetre, Moore és Gibbons egy napon át dolgoztak a szereplők megalkotásán ez utóbbi otthonában, mialatt kidolgozták a részleteket a sorozat hangulatához és megvitatták a hatásokat. Az alkotópárosra részben hatással volt a Mad magazin egyik Superman paródiája, a Superduperman. „Szerettük volna Superdupermant komikusról 180 fokkal megfordítani, drámaira.” – mondta Moore. Ők ketten egy olyan történetet dolgoztak ki, melyben „ismerős, régi vágású szuperhősök tévednek egészen új területre” Moore bevallása szerint a szándéka egy „szuperhős Moby Dick megalkotása volt; valaminek, ami ugyanolyan súllyal és tartalommal bír”. A szereplők neve és leírása ugyan Moore-tól származott, de megjelenésük megtervezését már Gibbonsra bízta. Gibbons nem céltudatosan alkotta meg a szereplőket, inkább „a régi módszert” követve, két-három hetet szánt a vázlatok készítésére. Úgy tervezte meg, hogy később könnyű legyen őket megrajzolni. Közülük is Rorschachot kedvelte a legjobban rajzolni. „Csak egy kalapot kell rajzolnod. Ha tudsz kalapot rajzolni, akkor már meg is rajzoltad Rorschachot. Nagyjából megrajzolod az arca körvonalait, teszel rá néhány fekete pacát és már kész is vagy.” – mondta.
Moore korán elkezdte a történet írását annak érdekében, hogy elkerülje a kiadásban az olyan késéseket, mint amilyenek a DC egy korábbi minisorozata, a Camelot 3000 esetében volt tapasztalhatók. Az első szám írása közben jött rá, hogy az általa előzőleg felépített cselekmény csupán hat füzet megtöltésére elegendő, míg a szerződése tizenkettőre szólt. A megfelelő terjedelem elérése érdekében megváltoztatta néhány füzet tartalmát, melyek az új formában, mélyebben foglalkoztak a sorozat egyes szereplőinek eredetével és múltjával. Moore igen részletes utasításokat adott Gibbons számára a képregény megrajzolásához.
Gibbons visszaemlékezése szerint a Watchmen első számának scriptje 101 oldalas, igen tömör szöveg volt, mely sorközöket sem tartalmazott az egyes panelek, vagy oldalak leírása között. Miután megkapta a forgatókönyvet, annak minden oldalát megszámozta, mivel saját bevallása szerint ha véletlenül leejtette volna őket, két napra lett volna szüksége, hogy ismét összeválogassa a megfelelő sorrendbe. A rajzolás szintén előkészületeket igényelt: kiemelő tollal jelölte meg a Moore által, az egyes panelekbe szánt szövegeket és magát a panel képének leírását. Moore rendkívül részletes utasításai ellenére, a panelek leírása gyakran a „De ha ez szerinted nem működne, tedd amit jónak látsz.” mondattal végződött, ő azonban mindig pontosan ragaszkodott Moore utasításaihoz. Gibbons nagyfokú művészi szabadságot élvezett a képregény rajzolása során és sokszor gazdagította az egyes jelenetek háttereit olyan részletekkel, melyet még Moore is csak később vett észre. Moore alkalmanként Neil Gaimannel, egy honfitárs írójával és barátjával is felvette a kapcsolatot, hogy gyors választ kapjon egy-egy kutatási kérdésére vagy éppen egy idézetért, amit beleszőhet egy adott számba.
Igyekezete ellenére, Moore 1986 novemberében bejelentette, hogy valószínűleg mégis csúszás várható. Gibbons nyilatkozata szerint a csúszások egyik fő oka, hogy „darabonként” kapta meg Moore-tól a scripteket. A csapatmunka a negyedik füzet környékén kezdett akadozni, amikortól csak néhány oldalanként haladtak. „Alantől kaptam három oldalat a scriptből, és miután már majdnem befejeztem a rajzolást felhívtam, hogy »Etess!«, ő pedig ekkor ismét küldött két-három oldalt, néha csak egyet, de néha hatot is.” – mondta. Ahogyan egyre jobban közeledtek a határidőhöz, Moore időnként bérbe vett egy taxist, hogy az szállítsa az 50 mérfölddel távolabb lakó Gibbonsnak a forgatókönyv elkészült oldalait. A későbbi füzetek elkészítésében már Gibbons felesége és fia is segédkezni kényszerült a rajzolónak, akik, hogy időt takarítsanak meg Gibbons számára, megrajzolták a panelek rácsvonalait, előkészítve az egyes oldalakat. Moore a történet végén még Ozymandias monológját is kénytelen volt lerövidíteni, mivel Gibbons képtelen volt beletömöríteni a Moore által előzőleg megírt szöveget abba az oldalba, melyen Ozymandias kivédi a lesből rárontó Rorschach támadását.
Közel a tervezet vége felé Moore észrevette, hogy a történet néhány vonásában hasonlít az 1963 és 1965 között sugárzott Végtelen határok című televíziós sorozat The Architects of Fear (’A rettegés mérnökei’) című epizódjának cselekményéhez. Weinnel megvitatták a sorozat végének megváltoztatásának lehetőségét is, de végül Moore az utolsó füzetben gyakorlatilag elismerte a hasonlóságot, és elhelyezett egy utalást az epizódra.

## A történet
A Watchmen cselekménye egy alternatív idősíkban játszódik, mely részben tükrözi a mű születésének, az 1980-as éveknek valós világát. A képregény kitalált világa és a valóság közötti legfőbb különbség a szuperhősök jelenléte. Létezésük és Amerika történelmével való kölcsönhatásuk jelentős eltéréseknek volt a forrása a valódi világgal szemben, így hatással voltak a vietnámi háború kimenetelére és Richard Nixon elnökségére is. A sorozat valóságában, bár a Watchmen álarcos bűnüldözőit szuperhősökként emlegetik és utalnak rájuk, az egyetlen szereplő, akinek valóban emberfeletti erők vannak a birtokában, az Doktor Manhattan, akinek puszta létezése is egyrészt stratégiai előnyt biztosított az Egyesült Államok számára a Szovjetunióval szemben, ugyanakkor a két nemzet közötti feszültséget is növelte. A szuperhősök idővel népszerűtlenné váltak, melynek hatására 1977-ben törvényen kívülinek kiáltották ki őket. Míg sokan közülük visszavonultak, addig Doktor Manhattan és a Komédiás a kormány ügynökeiként tevékenykedtek tovább, Rorschach pedig egyedüliként folytatta illegális bűnüldözői tevékenységét.

### A cselekmény rövid összefoglalása
|  | Alább a cselekmény részletei következnek! |

1985 októberében a New York-i rendőrség Edward Blake meggyilkolása ügyében indít nyomozást. Mivel a hatóság nem talál kiindulópontot és indítékot, az álarcos igazságosztó, Rorschach elhatározza, hogy megvizsgálja a tetthelyet. Rorschach felfedezi, hogy Blake valójában a Komédiás néven ismert és a kormány alkalmazásában álló álarcos kalandor volt. Rorschach úgy hiszi, hogy a régi szuperhősök elleni összeesküvésre bukkant, így elhatározza, hogy figyelmezteti négy régi bajtársát: Dan Dreiberget, korábbi nevén a második Éji Baglyot és az emberfeletti képességekkel bíró és érzelmileg rideg Doktor Manhattant és szeretőjét, Laurie Juspeczyk-t, a második Selyem Kísértetet, valamint Adrian Veidtet, a sikeres üzletembert, aki korábban mint Ozymandias, a Föld legokosabb embere volt ismert.
Blake temetése után Doktor Manhattant a televízió élő adásában megvádolják azzal, hogy több régi barátja és kollégája őmiatta szenvednek, vagy hunytak el rákban. Mikor az Egyesült Államok kormánya is úgy határoz, hogy nem hagyhatja figyelmen kívül ezeket a vádakat, Manhattan úgy dönt, hogy elhagyja a bolygót és önkéntes száműzetésbe vonul a Marsra. Távozása után a Föld országain politikai nyugtalanság lesz úrrá, mikor a Szovjetunió, az Egyesült Államok legnagyobb fegyverének távozása után, felbátorodva megtámadja Afganisztánt. Rorschach paranoid összeesküvés-elmélete hirtelen megalapozottnak kezd látszani, mikor Adrian Veidt is kis híján áldozatául esik egy merényletnek, Rorschachot pedig gyilkosság vádjával letartóztatják és bebörtönözik.
Csalódva kapcsolatában és ismét a kormány alkalmazásán kívül, Juspeczyk felkeresi Dreiberget, akik magukra öltve régi egyenruhájukat, folytatják bűnüldözői tevékenységüket, miközben egymáshoz is egyre közelebb kerülnek. Mivel Dreiberg beismeri, hogy kezd hinni Rorschach összeesküvés elméletének egyes részleteiben, elhatározzák, hogy kiszabadítják őt a börtönből. Doktor Manhattan, miután elemzi létezésének történetét, a Marsra teleportálja Juspeczykit és kezébe adja a lehetőséget, hogy meggyőzze őt, avatkozzon be ismét az emberiség életébe. Ennek során Juspeczyk kénytelen szembesülni azzal a ténnyel, hogy Blake, aki egykor megpróbálta megerőszakolni az édesanyját, a vér szerinti apja. Ez a felfedezés ismét felébreszti Doktor Manhattan érdeklődését az emberiség iránt.
A Földön Éji Bagoly és Rorschach tovább folytatják nyomozásukat az összeesküvés leleplezésére, melynek a Komédiás áldozatául esett, Doktor Manhattan pedig száműzetésbe kényszerült. Olyan bizonyítékokra lelnek, melyek szerint Adrian Veidt állhat az egész hátterében. Rorschach a naplójában vezetett minden feljegyzését postára adja, egy kis New York-i kiadónak címezve. A páros ezután Veidt antarktiszi létesítményébe indul, ahol a férfi elmondja tervét. Veidt annak érdekében, hogy megmentse az emberiséget egy nukleáris háborútól az Egyesült Államok és a Szovjetunió között, egy földönkívüli idegen lény támadását akarja színlelni New York közepén, mely végezne a város lakosságának felével. Reményei szerint ez egyesítené a világ nemzeteit a képzelt közös ellenséggel szemben. Veidt azt is beismeri, hogy ő gyilkolta meg a Komédiást és okozta Doktor Manhattan régi munkatársainak rákbetegségét, valamint megrendezte a saját meggyilkolására irányuló kísérletet is. Tette mindezt annak érdekében, hogy leplezze valódi tervét. Rideg logikáján elszörnyedve Dreiberg és Rorschach megpróbálják megfékezni őt, de rá kell döbbenniük, hogy Veidt már véghezvitte a tervét.
Mikor Doktor Manhattan és Juspeczyk visszatérnek a földre, szembesülnek a mérhetetlen pusztítással és halállal, ami New Yorkot érte. Doktor Manhattan felismeri, hogy képességeit tachionok zavarják. A részecskék forrását az Antarktiszon határozza meg és mindkettőjüket oda teleportálja, ahol ők is tudomást szereznek róla, hogy Veidt a felelős a történtekért. Veidt megmutatja a televíziós híradásokat, melyben a Föld népei, a megrázó és váratlan eset hatására, valóban egyesülni látszanak. A jelenlevő jelmezes bűnüldözők szinte mindegyike egyetért abban, hogy csakis az igazság eltitkolása a támadásról szolgálhatja a világ javát. Rorschach azonban nem akar megalkudni és elindul azzal a szándékkal, hogy mindenki előtt leleplezi a történteket. Ahogyan elindul, Manhattan az útját állja, akinek a férfi kijelenti, hogy meg kell ahhoz ölnie, hogy elhallgattassa őt Veidt cselekedetéről, mire Manhattan elporlasztja a kompromisszumot nem ismerő bűnüldözőt. Ezután visszatér az épületbe, ahol Veidt megerősítést remél tőle, hogy valóban helyesen cselekedett-e. Manhattan csupán annyit válaszol neki, hogy „valójában soha semmi nem ér véget” mielőtt elhagyná a Földet és elindul egy másik galaxisba. Dreiberg és Juspeczyk az események után új személyazonosságot szereznek és bujkálva a nyilvánosság és a törvény elől, folytatják romantikus kapcsolatukat. New Yorkban egy szerkesztő házsártosan panaszkodik, hogy az újságukban még két oldal üresen áll az új és békés politikai helyzet miatt és utasítja az egyik alkalmazottját, hogy találjon valamilyen anyagot, amivel kitölthetik a szabad helyet. A fiatalember egy kupac jegyzet között kezd kutatni, melynek majdnem a legtetején ott hever Rorschach naplója is.
|  | Itt a vége a cselekmény részletezésének! |

## Szereplők
A Watchmen cselekményében Alan Moore szándékosan négy-öt, „alapvetően eltérő megközelítést” mutatott be az olvasók számára, hogy azok maguk választhassák ki a történetből azt, amelyik számukra erkölcsileg elfogadhatóbb. Moore nem hitt abban az elképzelésben, hogy „felkérődzött erkölcsöket tömjön le az olvasók torkán”, ehelyett arra törekedett, hogy a történet hőseit különböző megvilágításokban mutassa meg. „Be akartuk mutatni ezeket az embereket tetőtől talpig. Megmutatni, hogy közülük még a legrosszabbakban is volt valami, ami mellettük szólt, és még a legjobbjaik sem voltak hibátlanok.” – mondta.
Edward Blake, a Komédiás a történet kezdetekor már halott. Blake meggyilkolása az az esemény, mely a Watchmen cselekménysorozatát mozgásba hozza. A szereplő visszaemlékezéseken keresztül végig feltűnik a történetben, természete és személyisége más szereplőkön keresztül bontakozik ki. A Komédiást Moore a Charlton Comics Peacemaker nevű szereplőjéről mintázta, akiben emellett Nick Fury, a Marvel Comics egyik kémszereplőjének vonásai is fellelhetők. Moore és Gibbons a Komédiást „egyfajta Gordon Liddy-nek tekintették, csak éppen ő nagyobb, keményebb férfi”. Richard Reynolds „könyörtelen, cinikus és nihilista” szereplőként jellemezte a Komédiást, aki ennek ellenére mégis „tisztábban látja a jelmezes hősök szerepét, mint mások”. Doktor Manhattannal együtt ő az egyetlen, a kormány alkalmazásában álló szuperhős, aki a Keene-törvény elfogadása után tevékeny maradt. Bár az 1940-es években megpróbálta megerőszakolni az első Selyem Kísértetet, a sorozat kilencedik számában fény derül rá, hogy évekkel később egy kölcsönös beleegyezésen alapuló szexuális kapcsolatban tőle fogant meg Laurie.
Jonathan Osterman, más néven Doktor Manhattan az egyetlen emberfeletti erővel rendelkező, jelmezes bűnüldöző, aki az Egyesült Államok kormányának alkalmazásában áll. Jon Osterman kutató 1959-ben szerezte képességeit, mikor véletlenül az intrinzikus mező egy tesztfülkéjében rekedt. Doktor Manhattant Moore a Charlton Atom Kapitány nevű szereplőjéről mintázta, akit az író eredeti szándéka szerint a nukleáris fenyegetés árnya vett volna körül. Moore később meggondolta magát és úgy vélte, többet tud kihozni a szereplőből, ha az „egy kvantum szuperhős-féleség” lesz, mint amit Atom Kapitánnyal tudott volna kezdeni. A többi szuperhőssel ellentétben, akik eredetének megírásához nem volt szükség kutatómunkára, Moore a nukleáris és kvantumfizika tudományának területén kutakodott Doktor Manhattan megalkotásakor. Úgy hitte, hogy ha a szereplő a kvantum-világegyetemben létezne, akkor az időt nem lineáris folyamként érzékelné, ami befolyásolná azt is, hogy miként látja az emberi kapcsolatokat. Nem szeretett volna egy olyan tökéletesen érzelmek nélküli szereplőt alkotni, mint Spock volt a Star Trek sorozatban, így alkalmat teremtett számára a cselekményben, hogy visszaszerezze „emberi szokásait”, majd pedig egyre jobban eltávolodjon tőlük és az emberiségtől egyaránt. Gibbons egy korábbi teremtményének, Rogue Troopernek kék színű bőrét átültette Doktor Manhattanbe, melynek tónusa emlékeztet a bőrre, de árnyalata már más. Moore a színt beleszőtte a történetbe is, Gibbons pedig úgy oldotta meg a képregény színösszeállítását, hogy Manhattan egyedi maradjon. Moore-nak kétségei voltak afelől, hogy a DC engedélyezni fogja-e, hogy a szereplőt teljesen meztelenül mutassák, mely részben befolyásolta annak ábrázolását is. Gibbons szerette volna ízléses formában megoldani Manhattan meztelenségét, így gondosan megválogatta azokat a jeleneteket, melyben Manhattan szemből látható és ezekben „elbagatellizáltan” rajzolta meg a szereplő nemi szervét – mint ahogyan az a klasszikus szobrokon is látható –, hogy az olvasó számára ne legyen kirívó.
Dan Dreiberg, az Éji Bagoly egy visszavonult szuperhős, aki ahogyan neve is utal rá, bagolyt mintázó öltözéket és felszerelést használt tevékenysége során. Moore Éji Baglyot a Kék Bogár Ted Kord-féle változatáról mintázta. Hasonlóan Ted Kordhoz, fedőnevét már előtte más is használta. A történet részeként bemutatta Dreiberg elődjét, a már nyugdíjas Hollis Masont, az első Éji Baglyot is. Bár Moore részletes jegyzetekkel látta el Gibbonst, a rajzoló Mason esetében mégis a név és az öltözék kialakításában olyan vázlatokat használt fel, melyeket még tizenkét évesen rajzolt és talált ki. Richard Reynolds Super Heroes: A Modern Mythology című könyvében megjegyezte, hogy bár a szereplő gyökerei a Charlton-szereplők között találhatóak, megjelenésében és működésében mégis több közös vonása van a DC Comics Batmanével. Geoff Klock véleménye szerint a szereplő „megjelenésében egy impotens, középkorú Clark Kentre emlékeztet”.
Adrian Veidt, a II. Ramszesz által inspirált Ozymandias, szintén visszavonult a bűnüldözői pályáról és vállalatot hozott létre. Veidtet gyakran mint a bolygó legokosabb emberét emlegetik a sorozatban. Moore Ozymandiast a Peter Cannon, Thunderbolt nevű szereplőről mintázta, akit azért csodált, mivel az szellemi képességei mellett, teljes fizikai és mentális irányítást is gyakorolt a test felett. Richard Reynolds véleménye szerint azzal, hogy Veidt megragadja a lehetőséget, hogy „segítsen a világnak”, olyan tulajdonságokat vesz fel, melyek hagyományosan a szuperhős-történetek gonosztevőinek sajátjai, és így bizonyos értelemben ő válik a sorozat „gonosztevőjévé”. „Egyik legnagyobb bűne, hogy valahogy lenézi és megveti az emberiséget.” – mondta Gibbons.
Walter Kovacs, más néven Rorschach egy magányos, törvényen kívüli igazságosztó, aki egy fehér maszkot visel, melyen állandóan szimmetrikus tintafoltok változtatják a formájukat. Moore szándéka szerint megpróbált egy „Steve Ditko-féle szereplőt megalkotni”, akinek „vicces neve van, a vezetékneve K-val kezdődik és egy fura maszkot visel”. Ennek szellemében Moore Rorschach-ot Ditko Mr. A nevű szereplőjéről mintázta meg, mely mellett Ditko egy másik Charlton-szereplőjének, a Kérdés vonásait is felhasználta. Bradford W. Wright képregénytörténész a szereplő világnézetét úgy írta körül, hogy „fekete és fehér értékek, melyek állandóan változtatják a körvonalaikat, de soha sem keverednek össze szürkévé, hasonlóan a tinta-teszthez, melyről nevét kapta”. Véleménye szerint Rorschach a létet véletlenszerűnek látja, mely lehetővé teszi számára, hogy „szabadon firkálja fel saját látásmódját az erkölcsről a csupasz világra”. Moore bevallása szerint Rorschach bekövetkező halála csak a negyedik szám írása közben vált előtte nyilvánvalóvá, mivel a szereplő természetének része a kompromisszum teljes elutasítása, mely miatt egyszerűen nem élhette túl a történetet.
Laurie Juspeczyk, a Selyem Kísértet, az első Selyem Kísértet és a Komédiás lánya. A nő évek óta volt Doktor Manhattan szeretője, és részben emiatt is igen feszült a kapcsolata az édesanyjával. A Selyem Kísértet megformálásának alapjait a Charlton Nightshade nevű szereplője szolgáltatta, de Moore-t nem igazán nyűgözte le a szereplő, így sokat merített más hősnőkből is, mint például a Fekete Kanáriból vagy a Phantom Lady-ből.

## Képi világa és összeállítása
Moore és Gibbons úgy készítették el a Watchment, hogy az képes legyen bemutatni a képregény médiumának egyedi értékeit és erősségeit. Moore egy 1986-ban adott interjújában úgy nyilatkozott, hogy azokat a területeket szerette volna feltérképezni, ahol a képregényen kívül minden más médium képtelen lenne megfelelően működni. Ennek fényében hangsúlyozni akarta a képregény és a film közötti különbségeket is. Nyilatkozata szerint a sorozatot úgy tervezték meg, hogy azt négyszer-ötször kelljen elolvasni, mivel olyan kapcsolatok és összefüggések találhatóak benne, melyek csak többszöri olvasás után válnak nyilvánvalóvá az olvasó számára. „A munka előrehaladtával a Watchmen sokkal inkább a történet elmondásáról és egyre kevésbé magáról a történetről szólt. A történet fő hajtóereje lényegében attól függ, amit MacGuffinnak hívunk, egy csel … Szóval valójában magának a cselekménynek nincs nagy jelentősége … egyszerűen nem az a legérdekesebb a Watchmenben. Tulajdonképpen az, ahogyan elmondjuk a történetet, az az a pont, ahol a valódi alkotókészség található.” – mondta Dave Gibbons.
Gibbons szándékosan úgy alakította ki a Watchmen minden oldalának kinézetét, hogy azt egyértelműen azonosítani lehessen a sorozattal, így ne lehessen összetéveszteni bármely más képregénnyel. Külön ügyelt rá, hogy oly módon rajzolja meg a történet szereplőit, ahogyan azt más képregényekben nem nagyon lehet látni. A rajzoláshoz durva ceruzát használt, mellyel „nem nagyon lehetett különbséget tenni a vastag és vékony között”, ezzel kihangsúlyozta a körvonalakat azzal a céllal, hogy így is megkülönböztesse az általában a képregényekben látott, lágyabb vonalaktól. Moore egy 2009-ben adott interjújában azt mondta, hogy a sorozat írása közben kihasználta Gibbons precíz földmérői tapasztalatait is, mikor „hihetetlen mennyiségű részletet” rendelt egyes panelhez, hogy „minden apró részletet megkoreografálhassanak”. Gibbons úgy jellemezte a sorozatot, hogy „egy képregény a képregényekről”. A rajzoló úgy érezte, hogy Moore jobban törődött a szuperhősök jelenlétének szociális vonatkozásaival, neki pedig ennek technikai megvalósítása volt a feladata. A történet alternatív világa lehetőséget adott Gibbons számára, hogy megváltoztassa az Egyesült Államok képét, így például elektromos autókat, némileg eltérő épületeket, valamint vízcsapok helyett elektromos csapokat rajzolt az utcákra. Moore véleménye szerint „talán lehetőséget ad valamely módon az amerikai olvasók számára, hogy saját kultúrájukat mint egy másik világot szemlélhessék”. Gibbons úgy nyilatkozott, hogy a történet helyszínének ily módon való kialakítása könnyebbséget jelentett számára, mivel nem volt szüksége elsősorban könyvekre és más forrásokra támaszkodnia.
John Higgins, a sorozat színezője olyan palettát használt a sorozathoz, mely „hangulatkeltőbb” volt, és inkább a másodlagos színeket részesítette előnyben. Moore nyilatkozata szerint mindig szerette John színezését, de inkább egy festékszóró pisztolyos színezőnek tartotta őt, amit viszont nem nagyon kedvelt. Higgins emiatt úgy döntött, hogy a sorozatot európai stílusban, egyenletesen fogja elkészíteni. Moore megjegyezte, hogy Higgins külön ügyelt a fényviszonyokra és az apró színváltozásokra: a hatodik számban „meleg és vidám” színekkel kezdte, majd pedig fokozatosan sötétítette azokat, hogy a történetnek komorabb és barátságtalanabb hangulatot adjon.

### Szerkezet
A Watchmen szerkezetének bizonyos elemei merőben eltérnek a kortárs képregényekétől, különösképpen igaz ez a panelek elhelyezésére és a színezésre. Az általánosan elterjedt, eltérő méretű panelek használatával szemben, az alkotók minden oldalt kilenc egyforma panelre osztottak. Gibbons a kilences felosztást, annak „tekintélyt parancsoló” mivolta miatt részesítette előnyben. Moore elfogadta a szerkezet használatát, mely Gibbons véleménye szerint „olyan szintű irányítást adott a kezébe a történet elbeszélése felett, mellyel korábban nem rendelkezett”. Ennek köszönhetően a tempó és a képi hatás elemeit kiszámítható módon tudta felhasználni a drámai hatás elérése érdekében. A The Comics Journal írója, Bhob Stewart 1987-ben egy interjú során megemlítette Gibbonsnak, hogy az oldalak szerkezete őt az EC Comics füzeteire emlékeztette, a rajzok pedig leginkább John Severin képeit idézték fel benne. Gibbons egyetértett azzal, hogy az EC-stílus, melyet „nagyon átgondoltnak” nevezett, valóban tetten érhető a szerkezetben, de legfőbb hatásnak ebben a tekintetben Harvey Kurtzmant nevezte meg amellett, hogy olyan mértékű változtatásokat is végrehajtott rajta, hogy fenntartsa az eredetiséget. Gibbons további hatásként a The Amazing Spider-Man korai füzeteiben látható Steve Ditko munkáit nevezte meg, valamint a rajzoló Doktor Strange-történeteit, melyekben „még a leghalucinatívabb képsoraiban is meg tudta tartani a tiszta szerkezetet”.

A panelek elhelyezkedése a Rettentő szimmetria című fejezet középső oldalain.

A sorozat egyes füzeteinek borítói, egyben azok első paneljeként is szolgáltak. „A Watchmen borítója a valódi világot mutatja és meglehetősen realisztikus, majd egy másik dimenzióba vezető kapuként kezd átalakulni képregénnyé.” – mondta Gibbons. A borítók mindegyike egy közeli kép egyetlen meghatározott dologról, melyeken semmiféle emberi jelenlét nem tapasztalható. A sorozat készítői alkalmanként kísérleteztek is a füzetek szerkezetével. Gibbons az ötödik számot, mely a Rettentő szimmetria címet viselte, úgy rajzolta meg, hogy annak első oldala a panelek elrendezésének tekintetében az utolsó oldal tükörképe legyen. Az egyes oldalak a füzet elején és végén, annak közepe felé haladva szintén megtartják ezt a szimmetriát, akárcsak a középső két oldal.
Minden füzet végén, mely alól az utolsó kivétel, folyószöveggel írt anyagok találhatóak. Ezek között előfordulnak kitalált könyvek fejezetei, levelek, riportok, valamint cikkek, melyek esetenként a Watchmen egy-egy szereplőjétől származnak. Mivel a DC nehezen tudta értékesíteni a füzetben a reklámok számára fenntartott oldalakat, ez számonként nyolc-kilenc üres oldalt eredményezett. A DC azt tervezte, hogy a szabadon maradt helyet a kiadó saját hirdetéseivel, valamint egy megnövelt levelező rovattal tölti meg. A sorozat szerkesztője, Len Wein azonban úgy érezte, hogy ez igazságtalan lenne azokkal szemben, akik az első négy szám megjelenésének ideje alatt írtak, ezért úgy döntött, hogy az üres oldalakat a sorozat hátterének megvilágítására fogják használni. „Mire elértük a harmadik, negyedik számot és így tovább, kezdtük megkedvelni, hogy nincs levelezőrovat. Így kevésbé hasonlít egy képregényfüzetre, szóval ennél maradtunk.” – mondta Moore.

### A Fekete Hajó meséi
A Watchmen világában kap helyet A Fekete Hajó meséi (Tales of the Black Freighter), mely egy történet a történetben, egy kitalált képregénysorozat, melynek jelenetei a sorozat tényleges cselekményével párhuzamosan jelennek meg annak harmadik, ötödik, nyolcadik, kilencedik, tizedik és tizenegyedik számában. A kitalált képregény történetét, mely a Számkivetve címet viseli, egy New York-i, fekete bőrű fiatal olvassa. Moore és Gibbons magyarázata szerint azért egy kalóz-képregényt alkottak meg erre a célra, mivel a Watchmen világának lakói a való életben is találkozhattak szuperhősökkel, „így azokat valószínűleg egyáltalán nem érdekelték volna a szuperhős-képregények”. A kalózos témát Gibbons vetette fel, Moore pedig beleegyezett, részben azért, mert „nagy Brecht rajongó”: A „Fekete Hajó” utalás Brecht Koldusoperájában hallható Kalóz Jenny című dalra. Moore eszmefuttatása szerint, mivel a szuperhősök léteztek, és mint a „félelem, az utálat és megvetés tárgyaként voltak jelen, gyorsan kiestek a képregényekben kedvelt témák köréből. Így inkább a horror, a tudományos fantasztikum és a kalózok, legfőképpen a kalózok váltak népszerűvé – a kiadók közül pedig az EC lovagolta meg ezt a hullámot”. Moore megítélése szerint, a kalózos történetek olyan gazdagok és sötétek, hogy tökéletes ellenpontot alkottak a Watchmen világával. Az író ezen felül, a kitalált képregény történetének felbukkanását egyfajta allegóriaként szőtte bele a valódi cselekménybe. A sorozat ötödik füzetében található melléklet A Fekete Hajó meséi sorozat kitalált történetét tartalmazza, mely annak legsikeresebb alkotójaként egy valódi személyt, Joe Orlandót nevezte meg. Moore azért választotta Orlandót, mivel úgy érezte, hogy a Watchmen világában nagy népszerűségnek örvendő kalóztörténetek rajzolójaként a DC szerkesztője, Julius Schwartz is őt próbálta volna meg a kiadóhoz csábítani. A fiktív dokumentumban található, a kitalált képregényből származó oldalak valóban Joe Orlando munkái voltak, aki ezen néhány rajzával járult hozzá a Watchmen történetéhez.
A Számkivetve története egy fiatal tengerész utazásáról szól, aki, miután hajóját elpusztították, egyedüli túlélőként próbálja figyelmeztetni faluját a Fekete Hajó eljöveteléről. A haza igyekvő tengerész, a szükség miatt, egymás után hágja át az emberi gátlás határait, így arra kényszerül, hogy halott bajtársai testét is felhasználja tutajához és az úton ártatlanoknak is kioltsa az életét. Hazaérkezve úgy hiszi, faluját már elfoglalták és otthonában majdnem rátámad saját feleségére a sötét szobában. Elszörnyedve magától visszatér a tengerpartra, ahol megpillantja a Fekete Hajót. A fiatal férfi a vízbe veti magát, odaúszik a rettegett és gyűlölt Fekete Hajóhoz és fedélzetére száll. Moore magyarázata szerint A Fekete Hajó meséje pontosan úgy ér véget, ahogy pontosan leírja „Adrian Veidt történetét”. Richard Reynolds véleménye szerint gyakorlatilag Veidt a Számkivetve főszereplője, „aki abban reménykedik, hogy halott társai testét felhasználva képes lesz elérnie célját”. Moore úgy nyilatkozott, hogy a Számkivetve a történet több pontján is ellenpólusként szolgált, így például Rorschach elfogásánál vagy Doktor Manhattan önkéntes száműzetésénél a Marson.

### Szimbólumok és ábrázolás

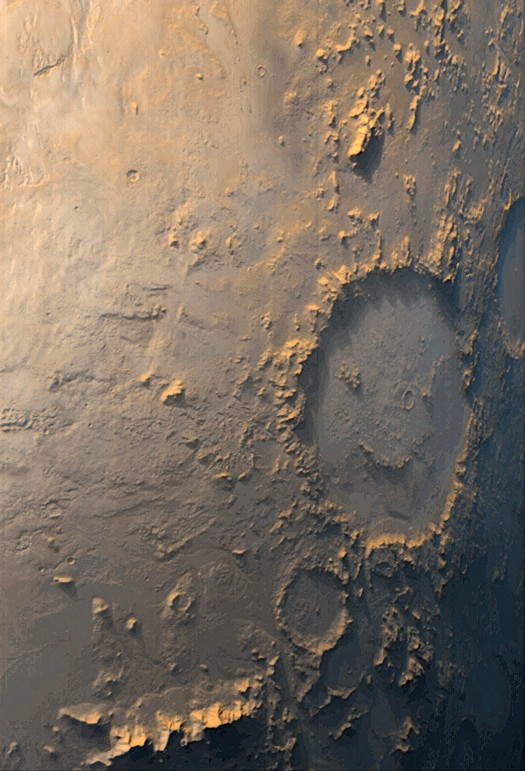
A marsi Galle-kráter a sorozat jellemző motívumára, a smiley-arcra való utalásként jelenik meg.

Moore William S. Burroughs-t nevezte meg, mint egyik legfőbb ihletőjét a Watchmen megtervezése során. Az író csodálta Burroughs azon technikáját, ahogyan a különböző szimbólumok ismétlésével többletjelentéssel ruházta fel azokat a The Unspeakable Mr. Hart című képsorában, mely egy brit underground magazinban, a Cyclops-ban jelent meg. A sorozatban azonban nem minden összefüggés és kapcsolat volt Moore szándékosan elhelyezett ötlete. „Vannak benne dolgok, amiket Dave rakott bele és én is csak a hatodik vagy hetedik olvasásra vettem észre” – mondta Moore. Míg más elemek „egyszerűen véletlenül kerültek oda”.
A véres smiley-arc a sorozat egyik leggyakrabban visszatérő eleme, mely számos eltérő formában jelenik meg. A The System of Comics című könyvében, Thierry Groensteen egy olyan visszatérő elemként határozta meg a mosolygó arcot, mely „szabályos időközönként és figyelemfelkeltő formában” jelenik meg újra és újra a Watchmen jelentősebb állomásainál, leglátványosabban például annak első és utolsó oldalán. A mosolygó arc kerek alakja „visszatérő geometriai motívum”, mely a cselekmény több pontján megjelenik, szimbolikus kapcsolatot hordozva magában. Gibbons a smiley-kitűzőt a Komédiás egyenruhájának részeként alkotta meg, hogy „könnyítsen” annak arculatán. A vérnyomot később helyezte el rajta mint utalást egykori tulajdonosának meggyilkolására. Gibbons nyilatkozata szerint a sorozat alkotói idővel a véres smiley-arcot a „az egész sorozat szimbólumának kezdték tekinteni”, részben a ketyegő órához való hasonlósága miatt, melynek mutatói az éjfél felé igyekeznek. Moore a behaviorizmus pszichológiai tesztjeiből merített inspirációt, mely alapján magyarázata szerint az arc „a tökéletes ártatlanság szimbóluma”. A vérfolt hozzáadásával az arc jelentése megváltozott, és egyszerre vált radikális és igen egyszerű motívummá az első szám borítórajza számára, melyben az emberi jelenlétet is sikerült kiküszöbölni. Annak ellenére, hogy a központi kép felidézéseinek a legtöbbje a sorozat folyamán szándékos volt, némelyikük a véletlen szülötte. Moore erre példának az utcai elektromos csapokat hozta fel, amiknek a csatlakozóját, ha fejjel lefelé szemléli az ember, felfedezheti benne a mosolygó arcot.
Egyéb szimbólumok, képek és utalások folyamatosan, néha váratlanul tűnnek elő a sorozat folyamán. Moore úgy nyilatkozott, hogy „az egész Watchmen mindenhol tele van ezekkel az apró, egymás után felbukkanó elemekkel”. Gibbons bevallása szerint az egyik ilyen véletlen elem az evilági és az eszményien romantikus szexjelenet kontrasztja volt. Az előbbiben Éji Bagoly és a Selyem Kísértet egy heverőn akarnak közösülni, mely alkalommal Dreiberg nem képes teljesíteni, majd a későbbiekben egy szenvedélyes jelenetben zajlik le közöttük az aktus, a Bagoly légi járművén, a felhők felett. Az egyik füzetben a marsi meteorbecsapódások után maradt kráterek egyikének körvonalai szintén a mosolygó arcra emlékeztetnek, melyet Gibbons azután rajzolt meg, hogy látott egy fényképet a Galle-kráterről, mely valóban emlékeztetett a motívumra. Moore visszaemlékezése szerint „úgy találtak rá néhány ilyen apró elemre, minta azok csak varázsütésre bukkantak volna elő”, nevezetesen például alkalom szülte döntés volt, mikor egy lakatos cégnek a „Gordian Knot Lock Company”, vagyis ’Gordiuszi Csomó Lakatos Vállalat’ nevet adták.

## Motívumok
A sorozat alapvető célja az volt, hogy megvizsgálja a szuperhősök létezését egy „hiteles, valós világban”. Ahogyan a történet is egyre összetettebbé vált, a Watchmen Moore magyarázata szerint egyre inkább a hatalomról és a szuperembereknek a társadalmon belül betöltött helyzetének és helyének gondolatáról kezdett szólni. A sorozat címe utalás a „Who watches the watchmen?”, vagyis „Ki őrzi az őrzőket?” mondásra, bár Moore az Amazing Heroes-nak adott, 1986-os interjújában úgy nyilatkozott, hogy nem volt tudomása a mondás eredetéről. Az interjú olvasása után Harlan Ellison író tájékoztatta Moore-t, hogy az idézet Decimus Iunius Iuvenalis római költő VI. szatírájában olvasható „Quis custodiet ipsos custodes?” mondás fordítása. Moore 1987-ben megerősítette, hogy ez tökéletesen beleillik a Watchmen környezetébe, mivel „ők őriznek minket, de vajon ki őrzi őket?” Az író a Watchmen gyűjteménykötetes Graphitti kiadásának előszavában megjegyezte, hogy a sorozat írása közben sikerült megszabadulni a szuperhősökkel kapcsolatos nosztalgikus gondolataitól és figyelme, érdeklődése a valódi emberek irányába fordult.

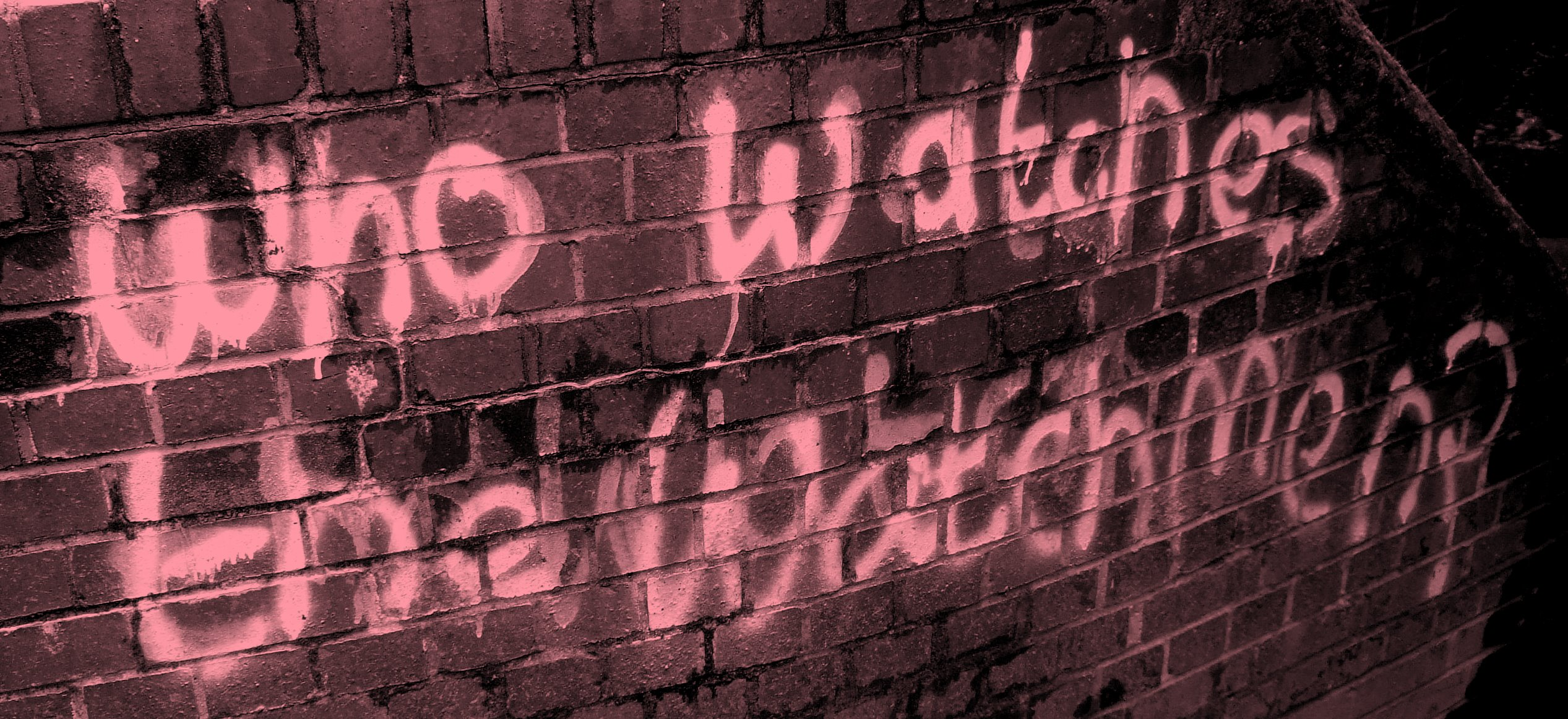
A Watchmen képein látható falfirkákhoz hasonló graffiti az angliai Feldenben.

Bradford Wright könyvében Moore alkotását az általános értelemben vett hős, különösképpen a szuperhős fogalmának nekrológjaként értékelte. Wright meglátása szerint azzal, hogy Moore a Watchmen történetét egy kortárs társadalmi környezetbe helyezte, annak szereplői Moore intelmeként szolgálnak azok számára, akik hittek a hősökben és vezetőkben, akik a világ sorsa felett őrködnek. Véleménye szerint az ilyen bálványokba vetett hit együtt jár a személyes felelősség feladásával, illetve átruházásával „a Reaganekre, Thatcherekre és a világ más "Őrzőire", akiknek az lenne a feladata, hogy megmentsenek minket, de eközben lehet, hogy elpusztítják a bolygót”. Moore 1986-ban nyomatékosan leszögezte, hogy úgy írta meg a történetet, hogy az „ne legyen amerikanizmus ellenes, hanem reaganizmus ellenes” legyen, és megjegyezte hogy véleménye szerint „pillanatnyilag Reagan Amerikájának egy bizonyos rétege egyáltalán nincs megrettenve. Úgy hiszik, hogy sérthetetlenek.” Annak ellenére, hogy Moore saját korának „politikai hatalmáról” és „félelmeiről” akart írni, saját bevallása szerint azért helyezte át a történet cselekményét egy alternatív valóságba, mivel attól tartott, hogy az olvasók „elpártoltak volna”, ha olyan vezetőket támadna írásával, akiket azok csodáltak. Emellett azonban tudatosan próbált olyat létrehozni, ami miatt az emberek kellemetlenül érezhetik magukat.
Ian Thomson a Deconstructing the Hero című esszéjében a Watchmen-t egy olyan pontnak nevezte, ahol a képregény médiuma „felnőtté vált”. A mű „hősei annak érdekében születtek meg és fejlődtek, hogy magának a hős fogalmának a lerombolását szolgálják, ezzel ösztönözve bennünket, hogy az utána maradt szilánkokon több nézőpontból is szemügyre vegyük annak jelentőségét.” Thomson véleménye szerint a Watchmen hőseinek mindegyike szinte ugyanazt a nihilisztikus szemléletmódot képviseli, valamint Moore ezt a szemléletmódot „egyszerű és kendőzetlen igazságként” mutatja be, hogy „feltárja ezeknek az úgynevezett hősöknek az alapvető hajtóerejét, nevezetesen hogy egy világi megváltást biztosítsanak maguk számára és így elérjék a halandó halhatatlanságot.” Meglátása szerint a történet „célirányosan úgy dolgozza ki magában a hősöket, hogy megkérdőjelezzük magunkban, valóban szükségünk van-e hősökre.” A hősökről kialakult képnek ez a fajta lebontása „azt sugallja, hogy talán a hősök ideje lejárt”, ami megkülönbözteti ezt a „posztmodern művet” a hősi képnek az egzisztencializmus mozgalmában tapasztalható másfajta lerombolásától. Richard Reynolds megfogalmazásában a szuperbűnözők hiánya a történetben a Watchmen szuperhőseit arra kényszeríti, hogy „jóval megfoghatatlanabb szociális és erkölcsi problémákkal” nézzenek szembe, mely eltávolítja a szuperhős koncepcióját a műfajban hagyományos elvártaktól. Véleménye szerint a sorozat ironikus öntudata műfajának sajátosságaiból „kiemeli a Watchmen-t mint az utolsó szuperhős történetet, vagy pedig mint a műfaj felnőtté válásának első alkotását”.
Geoff Klock ugyanakkor tartózkodik a „lerombolás” szó használatától és a sorozatot inkább a „szuperhős-elbeszélés újraértelmezésének” nevezi. Véleménye szerint a Watchmen és Frank Miller The Dark Knight Returns című alkotása „az első példányai … egy újfajta képregénynek …a fejlődés első állomása, mely a szuperhősöket a fantáziából az irodalomba emeli át.” Alan Moore realizmusa „kenosis”-t hoz létre a képregények történelmében, mely nem nemesíti és erősíti a szereplőit, inkább szakadást hoz létre az előtte született történetek között. Leértékeli az egyik alapvető szuperhős-hagyománynak a lényegét azzal, hogy az álarcos igazságosztókat egy valóságos világba helyezi. Elsősorban Moore magyarázata a jelmezes bűnüldözők gyakran szexuális indíttatású motivációjukra, nyugtalanító fényt vet a régi idők szuperhős-történeteire és arra kényszeríti az olvasót, hogy újraértékelje, új képet alakítson ki magában minden szuperhősről Moore „kenosis”-ának értelmében, a tradíciók hiányában. Klock a történetet összekapcsolja Juvenalis idézetével, mely a műben is többször feltűnik, hogy megvilágítsa annak a problémának a lényegét, hogy hogyan lehet irányítani azokat, akik a hatalmat birtokolják. A Watchmen romboló természete olyan formában is kiolvasható, hogy „akárcsak Alan Moore kenosis-ának, Veidtnek is pusztítania kell ahhoz, hogy újjáépíthessen annak érdekében, hogy olyan egységet hozzon létre, mely túléli őt”. Moore aggodalmának és sajnálatának adott hangot, hogy a „merész és romboló posztmodern szuperhős-képregények, mint például a Watchmen … külön irányzattá váltak”. Az író 2003-ban úgy nyilatkozott, hogy a Watchmen megjelenése után eltelt tizenöt évben temérdek olyan képregény jelent meg, melyek zord, pesszimista, trágár és erőszakos történetei, melyek önmaguk igazolására részben a Watchmen-t használják fel, gyakran csak egyszerűen rossz történetek, melyeknek semmiféle mondanivalójuk nincs. Gibbons véleménye szerint annak ellenére, hogy az olvasókban rögzült az a gondolat, hogy a történet zord és erőszakos volt, ő úgy látja, hogy a sorozat nem kevésbé szólt a szuperhősök ünnepléséről, mint bármi másról.

## Megjelenése és fogadtatása
Mikor Moore és Gibbons leadta a Watchmen első számát a DC-nek, a kiadó munkatársainak azonnal elnyerte a tetszését. „Aki igazán tárt karokkal üdvözölte … az Howard Chaykin (író és rajzoló) volt, aki pedig nem osztogatja a dicséreteket könnyelműen, feljött hozzám és azt mondta, ’Dave, amit te műveltél a Watchmen-en, az mocskosul jó.’” – emlékezett vissza Gibbons. Moore egy 1986-ban adott interjú során úgy nyilatkozott, hogy a DC mindvégig támogatta őket, még a legtúlzóbb ábrázolások esetében is. A sorozat reklámozására a DC Comics, korlátozott számban, kiadott egy kitűzőket tartalmazó csomagot, mely képeket is tartalmazott a sorozatról és annak szereplőiről. Összesen tízezer ilyen csomag került értékesítésre négy fajta kitűzővel, köztük a véres smiley-arccal is, melyet eredetileg a Komédiás viselt a sorozatban. A Mayfair Games kiadott egy kiegészítőt a DC Heroes szerepjáték sorozatához, melynek története még a Watchmen cselekménye előtt játszódott. A kiegészítők, melyet Moore is láttamozott, további háttérinformációkat tartalmaztak a sorozathoz olyan eseményekről, melyek még 1966-ban történtek.
A Watchmen-t a DC képregényfüzetek formájában adta ki 1986 és 1987 folyamán. A minisorozat pénzügyi siker volt és hozzásegítette a DC-t, hogy rövid időre megelőzze versenytársát, a Marvelt a képregények közvetlen értékesítésének piacán. A sorozat megjelenési ütemterve csúszni kezdett, mivel Len Wein javaslata ellenére, a sorozatot a hatodik szám helyett már a harmadik elkészülte után elkezdték terjeszteni. A további késések oka az volt, hogy a későbbi füzetek mindegyikének elkészítése több, mint egy hónapot vett igénybe. Bob Stewart, a The Comics Journal egyik írója, 1987 tavaszán megjegyezte, hogy a sorozat tizenkettedik száma, melyet a DC 1987 áprilisára ígért, „feltehetően nem fog megjelenni július-augusztus előtt”.
A sorozat megjelenése után, az egyes számokat puha borítós gyűjteménykötetek formájában is kiadták. Frank Miller 1986-os Batman: The Dark Knight Returns című minisorozata mellett, a Watchmen is graphic novel jelzővel került így értékesítésre, ami lehetővé tette a DC és más kiadók számára, hogy a hasonló gyűjteményköteteket mint könyveket, nem pedig mint képregényeket árusíthassák. Ennek a fajta népszerűsítésnek az eredményeképpen, a könyvesboltok és közkönyvtárak külön polcokat kezdtek elkülöníteni a kiadványok számára. Következésképpen több olyan új képregénysorozat is született, melyeket tudatosan úgy terveztek meg, hogy azokat később, gyűjteménykötetek formájában újranyomtatva, ezeken a helyeken értékesíthessék. 1987-ben a Graphitti Design megjelentette a sorozat korlátozott számú, könyvtokos és kemény fedeles kiadását, mely 48 oldal extra anyagot tartalmazott, köztük a sorozat eredeti alapötletének részleteit, valamint skicceket. 2005-ben a DC az Absolute Edition-sorozat tagjaként megjelentette a sorozat Absolute Watchmen-változatát, egy eredeti méreten felüli, könyvtokos, kemény fedeles kiadását. A Dave Gibbons felügyelete alatt összeállított kiadás tartalmazta a Graphitti anyagát, valamint helyreállított és John Higgins által újraszínezett rajzokat. 2008-ban a Warner Bros. Entertainment megjelentette a sorozat Watchmen: Motion Comics kiadását, egy hangosképregény változatot az eredeti képregény képeivel. Az első fejezet 2008 nyarán jelent meg a digitális videóboltokban, mint például az iTunes Store kínálatában. Ugyanezen év decemberében a DC ismét elkezdte kiadni a Watchmen újranyomtatott füzeteit, melynek első, eredetileg 1986-ban megjelent számát az akkori eredeti, másfél dolláros árán jelentette meg (a kiadó képregényfüzetei 2008 végén általában 2,99 dollárba kerültek).
A sorozatot Magyarországon a Cartaphilus Könyvkiadó jelentette meg, három gyűjteménykötet formájában, 2008 októbere és 2009 februárja között. A magyar kiadás fordítója Bárány Ferenc volt.
A Watchmen kedvező kritikai visszhangban részesült mind a képregényiparon belülről, mind kívülről. A Time magazin megítélése szerint a sorozat a képregények új hullámát képviselte megjelenésének idejében, mely „a képzelet felsőfokú megnyilvánulásaként keverte a sci-fi és a politikai szatíra műfajait”, valamint „a múlt felidézett képregényeinek és a jelen képi világának merész átformálásával megalkotott egy disztópikus detektívtörténetet”. 1988-ban a Watchmen-t Hugo-díjjal jutalmazták, annak „egyéb formátumú művek” kategóriájában. Megjelenése óta a Watchmen a képregény médiumának egyik legkiemelkedőbb alkotásai és stílusteremtő művei közé emelkedett. Robert Harvey Art of the Comic Book: An Aesthetic History című könyvében úgy vélekedett, hogy a Watchmen, Moore és Gibbons „mindenkénél sikeresebben bizonyították be a képregény médiumában rejlő lehetőségeket egy kifinomult történet elbeszélésével, melynek megszerkesztésére csak a képregény alkalmas”. Dave Itzkoff, a The New York Times írója cikkében az Absolute-kiadás megjelenése kapcsán azt írta, hogy a Watchmen sötét öröksége, „amit Moore majdnem biztosan soha nem szándékozott azzá tenni, de annak örökítőanyaga beleivódott az egyre feketébb tintájú és egyre barátságtalanabb történetekbe, melyek a kortárs szuperhős képregények részeivé váltak” egy olyan területen, „amit ő tárt fel azon az írók és rajzolók számára, akik osztják az ő elragadtatását a durvaság iránt, annak következményeire való tekintet nélkül, valamint vágyat, hogy lerázza a régi kötöttségeket és hogy újakat állítson fel helyettük.” 1999-ben a The Comics Journal a Watchmen-t a 91. helyre sorolta a 20. század legkiemelkedőbb angol nyelvű képregényeinek százas listáján. A Watchmen volt az egyetlen képregény, mely helyet kapott a Time magazin 2005-ös, minden idők 100 legjobb regényét összegyűjtő listáján. A Time kritikusa, Lev Grossman a Watchmen történetét „szívmelengető és szívszorító olvasmánynak” nevezte, mely „vízválasztó mű egy fiatal médium fejlődésében”. 2008-ban az Entertainment Weekly az utóbbi 25 évben megjelentetett 50 legjobb regényének listáján a Watchmen-t a 13. helyre sorolta, „a legjobb szuperhős-történet amit valaha elmeséltek, és bizonyítéka annak, hogy a képregény képes okos, érzelmekben gazdag elbeszélésre, amit joggal nevezhetünk irodalomnak”. 2009-ben a The Wall Street Journal cikkében Lydia Millet úgy vélekedett, hogy a Watchmen méltán kiérdemelte az elismerést, és míg „a sorozat életszerűen megrajzolt paneljei, hangulatot keltő színei és buja képei miatt méltán népszerű, bár aránytalanul”, de „egyszerűen bizarr volna azt állítani, hogy mint egy illusztrált irodalmi elbeszélés, művészi érdemeiben vetekedhet, mondjuk Chris Ware Acme Novelty Library sorozatával, vagy akár Edward Gorey bármely szellemes és briliáns munkájával”.
Alan Moore 1985-ben úgy nyilatkozott, hogy amennyiben a minisorozat sikert arat, ő és Gibbons valószínűleg el fognak készíteni egy 12 részes előtörténetet is Minutemen címen, mely az 1940-es évek szuperhőscsapatát, a Percrekészeket mutatja be a Watchmen történetéből. Steve Whitaker a brit képregény fanzine-magazinban, a Fantasy Advertiser-ben viccesen megjegyezte, hogy egy ilyen sorozat természetesen a „leszbikus és homoszexuális kapcsolatok és egyéb jelmezes szexuális fantáziák körül forogna, a 40-es évek környezetében”. A DC felajánlotta Moore-nak és Gibbonsnak különböző előtörténetek elkészítésének lehetőségét, mint például Rorschach naplóját vagy A Komédiás vietnámi háborús naplóját, valamint az az ötlet is felvetődött, hogy az általuk megteremtett világot más írók is használhassák. A „Komédiás vietnámi harcainak története” kedvező ötletnek tűnt, mivel a háborút feldolgozó The ’Nam című sorozat igen népszerű volt akkoriban. Egy másik javaslat, Gibbons nyilatkozata szerint az Éji Bagoly és Rorschach kettősének történeteit elbeszélő sorozat volt, mely a Randall and Hopkirk (Deceased) című angol televíziós sorozat stílusát követte volna. A két alkotó egybehangzóan úgy vélekedett, hogy ezek a történetek nem vezettek volna sehová, Moore pedig különösképpen hajthatatlan volt azon a téren, hogy a DC ne adja át azokat más alkotóknak se. Gibbons jobban kötődött a Minutemen-sorozat ötletéhez, mivel az „tiszteletadás lett volna a képregények aranykorának egyszerű és hamisítatlan természetével szemben, melyhez hozzáadódik egy feszült figyelem, mivel a történet végkifejlettje már ismert”. Gibbons véleménye szerint „talán érdemes lenne látni, hogy hogyan jutunk el a (már ismert) befejezésig.”
A történet tulajdonjogi vitája végül oda vezetett, hogy Alan Moore megszakította kapcsolatát a DC-val. Mivel nem akartak bérmunkában dolgozni a kiadónak, Moore és Gibbons a Watchmen elkészítésére kötött szerződése tartalmazott egy visszaszállási záradékot. „Ez úgy működik, amennyiben jól értelmezem, hogy az idő alatt a DC birtokolja, amíg megjelenteti a sorozatot, majd azután visszaszáll Dave-re és rám, és az összes pénzt mi zsebelhetjük be a Slurpee-poharak után.” – nyilatkozta Moore az 1985-ös San Diegó-i Comic-Conon. Alan Moore és Dave Gibbons a sorozatból befolyt profit nyolc százalékából részesültek. Moore 1986-ban úgy nyilatkozott, hogy az ő tudomása szerint, ha a DC egy évig nem használja a szereplőket, akkor a tulajdonjog visszaszáll rájuk. Moore és Gibbons egybehangzó nyilatkozata szerint a DC „jelentős összeget” fizetett nekik a jogok megtartásáért. „Szóval tulajdonképpen már nem a mieink, de ha a DC a szereplőket a mi szándékainknak megfelelően használja fel, hát legyen. Máskülönben pedig, ha a szereplők már leélték a természetes élethosszukat, a DC pedig már semmit sem akar velük kezdeni, akkor egy év után újra a mieink lesznek, és azt tehetünk velük, amit akarunk, ami nekem tökéletesen megfelel.” – fűzte hozzá Moore.
Moore saját bevallása szerint, a Watchmen és a V mint vérbosszú sorozataira kötött szerződések tartalma miatt hagyta el a DC-t 1989-ben, David Lloyd rajzolóval együtt. Moore úgy érezte, hogy a visszaszállási záradéknak semmi jelentősége sem volt, tekintettel arra, hogy a DC-nek egyáltalán nem állt szándékában berekeszteni a sorozatok terjesztését. A The New York Times-nak adott 2006-os interjúja során, Moore úgy emlékezett vissza az eseményekre, hogy „Azt mondtam, rendben … Sikerült félrevezetnetek engem, úgyhogy soha az életben nem fogok többet nektek dolgozni.” 2000-ben Moore nyíltan elhatárolódott a DC terveitől a Watchmen tizenötödik születésnapja alkalmából, melyek között egy kemény kötetes kiadás, valamint egy sorozat DC Direct akciófigura is szerepelt. Míg a kiadó szeretett volna javítani kapcsolatán az íróval, Moore úgy érezte, hogy a vállalat nem bánt vele becsületesen az America’s Best Comics cégjelzésével kapcsolatban. Az America’s Best Comics a Wildstorm kiadó szárnyai alatt jött létre, melyet a DC még 1998-ban felvásárolt. Moore-nak a megegyezés részeként a DC megígérte, hogy közvetlenül nem fog felügyeletet gyakorolni felette. „Amennyiben ez engem érint, a Watchmen tizenötödik évfordulója csupán annak a tizenötödik évfordulója, hogy a DC sikeresen kijátszotta tőlem és Dave-től a sorozatot.” – nyilatkozta Moore az évforduló kapcsán. Nem sokkal ezután a DC Direct úgy döntött, nem adja ki a Watchmen-akciófigurákat, annak ellenére, hogy a 2000-es Comic-Con International alkalmával már bemutatta azok mintadarabjait.

## Magyarul
- Watchmen. Az őrzők, 1-3.; szöveg Alan Moore, rajz Dave Gibbons, ford., szerk., jegyz. Bárány Ferenc; Cartaphilus, Bp., 2008

## Filmadaptáció
A Watchmen filmadaptációjának elkészítésére több kísérlet és próbálkozás volt. Lawrence Gordon producer és Joel Silver 1986-ban megszerezték a film elkészítésének jogait a 20th Century Fox számára. A Fox először Alan Moore-t kérte fel, hogy írja meg a film forgatókönyvét a történet alapján, de az író visszautasította a filmstúdió ajánlatát, így az Sam Hammt szerződtette. Hamm, az alkotó szabadság fényében, átírta a Watchmen bonyolult végkifejlettét egy „jóval kezelhetőbb” befejezésre, melyben egy merénylet és egy időparadoxon szerepelt. A Fox 1991-ben úgy döntött, hogy a tervezet filmjogait tovább értékesíti, melyet a Warner Bros. vett át, és annak rendezőjeként Terry Gilliamet, írójaként pedig Charles McKeownot jelölte meg. Az adaptációban Rorschach naplóját narrációként szerették volna használni, valamint visszaállították a Hamm által kiollózott eredeti képregényjeleneteket. Gilliam és Silver összesen 25 millió dollárt, a szükséges pénzösszeg negyedét tudták csak előteremteni az adaptációra, mivel korábbi filmjeik túllépték a költségvetést. Gilliam végül úgy döntött elhagyja a tervezetet, mivel úgy érezte, hogy a Watchmen megfilmesíthetetlen. „Lerövidíteni (a történetet) két, vagy esetleg egy két és fél órás filmre … nekem úgy tűnt, hogy elvenné a Watchmen lényegét is.” – nyilatkozta Gilliam. Miután a Warner Bros. úgy döntött, hogy elvetik a megfilmesítés ötletét, Lawrence Gordon felajánlotta Gilliamnek, hogy függetlenül készítsék el a filmet. A rendező ismételten visszautasította a lehetőséget, mivel úgy gondolta a képregény filmre vitelére egy öt órás minisorozat jobban megfelelne.

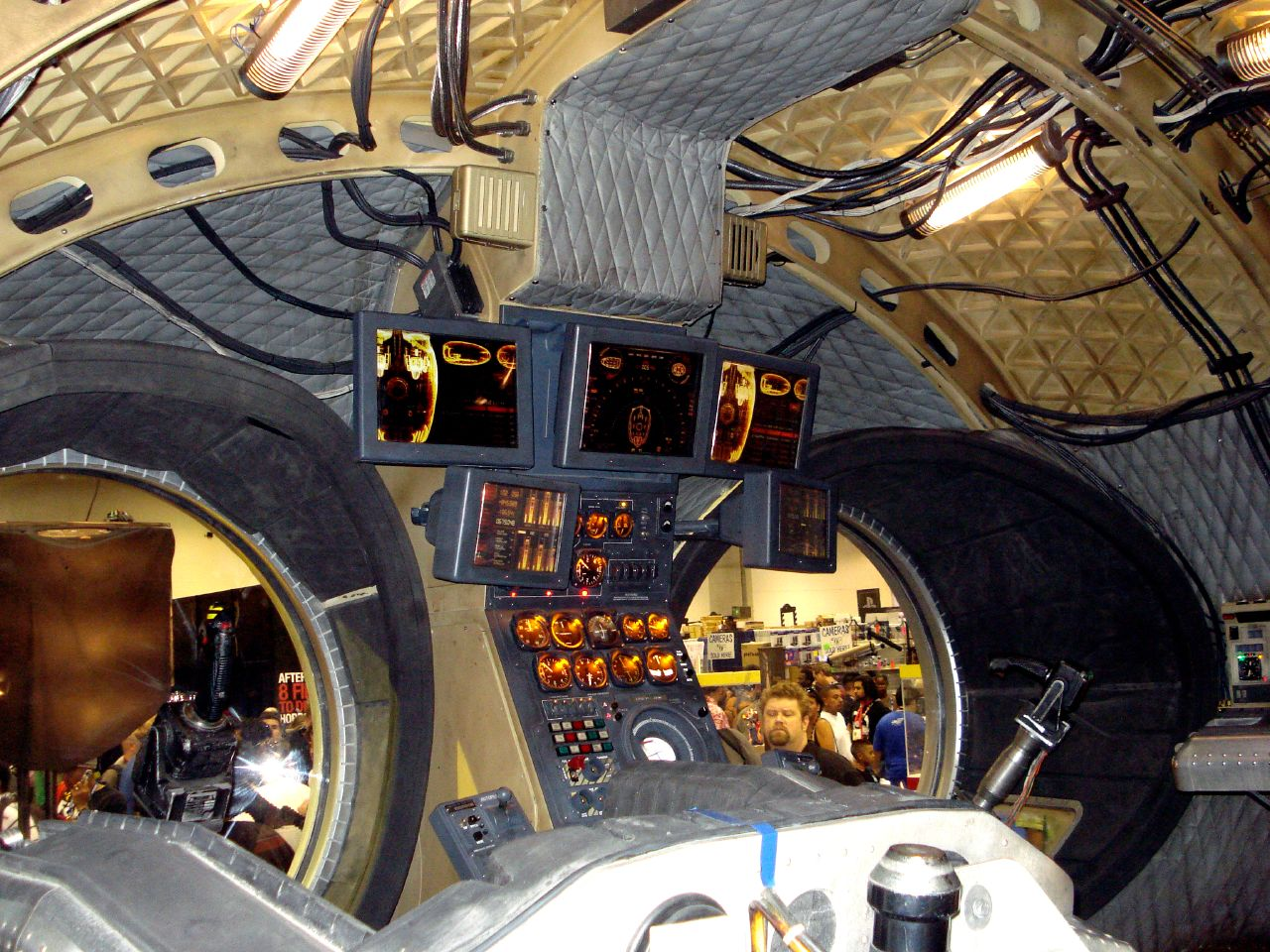
Az Éji Bagoly„Archie” becenevű légi járművének kiállított modellje a 2008-as Comic-Conon.

2001 októberében Gordon, valamint Lloyd Levin és az Universal Studios David Haytert kérte fel írónak és rendezőnek. Hayter és a producerek nézetkülönbségek miatt elhagyták az Universalt, Gordon és Levin pedig úgy döntöttek, hogy a Revolution Studios segítségével kívánják megvalósítani a filmet. A tervezetet végül nem tudták egyben tartani a Revolution Studios-nál sem, így az ismét széthullott. 2004 júliusában bejelentették, hogy a filmet a Paramount Pictures fogja elkészíteni Darren Aronofsky rendező és David Hayter forgatókönyvíró közreműködésével. Gordon és Levin producerek továbbra is kitartottak a film terve mellett, akikhez csatlakozott Aronofsky társproducere, Eric Watson is. Miután Aronofsky elhagyta a tervezetet, hogy A forrás című filmen dolgozhasson, helyére Paul Greengrass rendező került. Ezt követően végül a Paramount is úgy döntött, hogy továbbadják a Watchmen elkészítésének jogait.
2005 októberében Gordon és Levin tárgyalni kezdett a Warner Bros. képviselőivel a film elkészítéséről. A stúdió Zack Snydert kérte fel rendezőként annak előző, Frank Miller képregénye alapján készült, 300 című filmjén végzett kiváló munkája miatt. Alex Tse forgatókönyvíró kiemelte kedvenc elemeit Hayter korábbi scriptjéből, de egyúttal visszahelyezte azt eredeti hidegháborús környezetébe. Hasonlóképpen, ahogyan azt a 300 esetében is tette, Snyder storyboardként használta a képregényt. Emellett kibővítette a harci jeleneteket, és hozzáadott egy energiahordozókkal kapcsolatos háttérelemet is, hogy időszerűbbé tegye a filmet. Bár Snyder hű akart maradni a szereplők eredeti kinézetéhez, de egyúttal szerette volna, hogy az Éji Bagoly félelmetesebb külsőt kapjon, Ozymandias páncélját pedig az 1997-es, Batman és Robin című filmben látott gumiöltözék paródiájaként kívánta viszontlátni. Miután a stúdió 2008 júliusában nyilvánosságra hozta a film első előzetesét, Paul Levitz, a DC Comics elnöke bejelentette, hogy a kiadó további 900 000 példány Watchmen gyűjteménykötet fog kibocsátani, az azok iránti megnövekedett kereslet miatt, így az előző kiadással együtt, a teljes kiadott példányszám meghaladta az egymilliót. A 20th Century Fox perrel próbálta megakadályozni a film bemutatóját. A két stúdió végül megegyezett, melynek értelmében a Warner Bros. bizonyos nagyságú pénzösszeget fizetett a Fox-nak, aki ezen felül még a film bemutatásának, valamint annak esetleges folytatásainak és spin-offjainak bevételéből is részesedésre jogosult. A film 2009 márciusában került a filmszínházakba.
A képregénysorozatban található, A Fekete Hajó meséi-történetet animációs filmként hozták forgalomba a film premierjével azonos hónapban. Gerard Butler, a 300 egyik korábbi főszereplője adta a hangját a Kapitánynak a filmben. A Watchmen DVD-megjelenését a kiadó négy hónappal A Fekete Hajó meséi kiadása után tervezi, valamint lehetséges a film egy kibővített változatának megjelenése is, melyben A Fekete Hajó meséi a cselekménybe beleágyazva szerepelne, akárcsak az eredeti képregényben. A Watchmen: The End is Nigh című videójáték történetét Len Wein, a képregénysorozat szerkesztője írta.
Dave Gibbons tanácsadóként működött közre Snyder filmjében, Moore viszont, akárcsak korábbi képregényeinek filmadaptációi esetében is, visszautasította, hogy neve szerepeljen a film alkotói között. Moore kijelentette, hogy nem áll szándékában megnézni Snyder adaptációját. „Olyan dolgokat csináltunk meg a Watchmen-ben, melyek kizárólag egy képregényben működhetnek, és pontosan úgy szerkesztettük meg, hogy olyan dolgokat mutasson be, amikre más média képtelen lenne.” – nyilatkozta Moore 2008-ban az Entertainment Weekly riportjában. Moore korábban azt is megjegyezte, hogy bár David Hayter forgatókönyve olyan közel áll a Watchmen eredeti történetéhez, amennyire bárki is képes lenne megközelíteni azt, de ennek ellenére sem szándékozik megnézni a belőle készülő filmet.

## Külső hivatkozások
- Watchmen Wiki (Wikia Entertaninment) (angolul)
- The Annotated Watchmen – Doug Atkinson panelenkénti Watchmen elemzése (angolul)